# Gunnegöl
Gunnegöl är en sjö i Uppvidinge kommun i Småland och ingår i Alsteråns huvudavrinningsområde.